# Fritz Hoffmann-La Roche
Fritz Hoffmann-La Roche (Basilea, 24 ottobre 1868 – Basilea, 18 aprile 1920) è stato un imprenditore svizzero.

## Biografia
Egli era fermamente convinto dell'importanza dei farmaci di marca, da lui ritenuti i farmaci del futuro.
Il 1º ottobre 1896 fonda quindi a Basilea la casa farmaceutica F. Hoffmann-La Roche & Co  e apre filiali in Germania, Francia, Italia, Stati Uniti, Russia e Gran Bretagna. L'azienda sarebbe diventata ben presto una delle maggiori aziende farmaceutiche in Europa ed oggi i suoi ricavi annuali superano i 30 miliardi di dollari.